# T.R. Dunn
Theodore Roosevelt "T. R." Dunn (Birmingham, Alabama, 1 de febrero de 1955) es un exjugador y entrenador de baloncesto estadounidense que disputó 14 temporadas en la NBA. Con 1,93 metros de altura, lo hacía en la posición de escolta. Su última ocupación fue la de entrenador asistente del equipo de los Houston Rockets de la NBA.

## Trayectoria deportiva

### Universidad
Jugó durante cuatro temporadas con los Crimson Tide de la Universidad de Alabama, en las que promedió 11,2 puntos y 6,7 rebotes por partido. A pesar de que no fue el primero en ninguna de las estadísticas de su equipo, fue considerado el líder del mismo, desde que fue nombrado capitán en su temporada júnior. Jugó 105 partidos consecutivos saliendo en el cinco inicial.

### Profesional
Fue elegido en la cuadragésimo primera posición del Draft de la NBA de 1977 por Portland Trail Blazers, donde jugó durante tres temporadas, siempre saliendo desde el banquillo. La mejor de ellas fue la temporada 1978-79, en la que promedió 7,7 puntos y 4,3 rebotes por partido.
En 1980 fue traspasado, junto con una fotura ronda del draft a Denver Nuggets, a cambio de otras dos futuras rondas. Allí, tras una primera temporada de adaptación al equipo, consiguió la titularidad al año siguiente, mostrándose como un especialista defensivo, capaz de ser el segundo mejor reboteador de su equipo, a pesar de su estatura, con 6,8 rechaces por encuentro, a los que añadió 1,6 robos de balón. Al año siguiente mejoró incluso estos números, lo que le valió para ser elegido en el segundo mejor quinteto defensivo de la NBA, elección que repetiría en las dos temporadas siguientes.
Al término de la temporada 1987-88 los Nuggets renunciaron a sus derechos, fichando meses después por Phoenix Suns un contrato de diez días, que finalmente sería renovado hasta final de la temporada. Al año siguiente fue repescado por los Nuggets, donde jugaría sus dos últimos años como profesional. A lo largo de las 10 temporadas que jugó en el equipo de Colorado sólo se perdió 6 partidos por lesión, y acumuló varos récords del equipo. Es todavía el jugador con más robos de balón de la historia, con 1070, el cuarto con más partidos disputados, 734, y el cuarto también con más minutos jugados, 18.332.

### Entrenador
Comenzó su carrera como entrenador nada más acabar como jugador, incorporándose al grupo de asistentes de los Charlotte Hornets, donde permaneció 6 temporadas. En 1997 ocupó el mismo puesto en los Denver Nuggets durante una temporada, fichando al año siguiente por las Charlotte Sting de la WNBA, donde en el año 2000 fue el entrenador principal.
En 2001 regresó por una temporada a su alma mater, a los Alabama Crimson Tide, donde ejercería nuevamente como asistente, para regresar a la NBA al año siguiente, de nuevo a Denver Nuggets. Tras pasar tres temporadas con Sacramento Kings, en 2007 fichó por Houston Rockets, donde permanece en la actualidad como asistente de Rick Adelman.

## Estadísticas de su carrera en la NBA

##### Temporada regular
| Año     | Equipo   | PJ  | PT  | MPP  | %TC  | %3P  | %TL  | RPP | APP | ROB | TPP | PPP |
| ------- | -------- | --- | --- | ---- | ---- | ---- | ---- | --- | --- | --- | --- | --- |
| 1977-78 | Portland | 63  | —   | 12.2 | .417 | —    | .661 | 2.3 | 0.7 | 0.7 | 0.1 | 3.8 |
| 1978-79 | Portland | 80  | —   | 22.9 | .448 | —    | .772 | 4.3 | 1.3 | 1.1 | 0.3 | 7.7 |
| 1979–80 | Portland | 82  | —   | 22.5 | .436 | .000 | .757 | 4.0 | 1.8 | 1.2 | 0.4 | 6.9 |
| 1980-81 | Denver   | 82  | —   | 17.4 | .412 | .000 | .653 | 3.7 | 1.0 | 0.8 | 0.4 | 4.5 |
| 1981–82 | Denver   | 82  | 80  | 30.7 | .512 | .000 | .712 | 6.8 | 2.3 | 1.6 | 0.4 | 8.2 |
| 1982–83 | Denver   | 82  | 80  | 32.2 | .482 | .000 | .730 | 7.5 | 2.3 | 1.8 | 0.3 | 7.6 |
| 1983–84 | Denver   | 82  | 74  | 33.8 | .512 | .000 | .731 | 7.2 | 2.9 | 2.2 | 0.4 | 5.7 |
| 1984–85 | Denver   | 81  | 81  | 28.3 | .489 | .000 | .724 | 4.8 | 1.9 | 1.7 | 0.2 | 5.4 |
| 1985–86 | Denver   | 82  | 82  | 29.3 | .454 | .000 | .773 | 4.6 | 2.1 | 1.9 | 0.2 | 5.0 |
| 1986–87 | Denver   | 81  | 53  | 23.9 | .428 | .000 | .655 | 3.3 | 1.8 | 1.2 | 0.3 | 3.4 |
| 1987–88 | Denver   | 82  | 1   | 18.7 | .449 | .000 | .769 | 2.9 | 1.1 | 1.2 | 0.1 | 2.2 |
| 1988–89 | Phoenix  | 34  | 1   | 9.4  | .343 | —    | .750 | 1.8 | 0.7 | 0.4 | 0.0 | 1.0 |
| 1989–90 | Denver   | 65  | 2   | 10.1 | .454 | .000 | .667 | 2.1 | 0.7 | 0.6 | 0.1 | 1.8 |
| 1990-91 | Denver   | 17  | 3   | 12.8 | .447 | .250 | .900 | 2.5 | 1.4 | 0.7 | 0.1 | 3.1 |
| Total   | Total    | 993 | 457 | 23.2 | .457 | .059 | .725 | 4.4 | 1.6 | 1.3 | 0.3 | 5.1 |

### Playoffs
| Año   | Equipo   | PJ | PT | MPP  | %TC  | %3P | %TL   | RPP | APP | ROB | TPP | PPP |
| ----- | -------- | -- | -- | ---- | ---- | --- | ----- | --- | --- | --- | --- | --- |
| 1978  | Portland | 10 | —  | 8.8  | .500 | —   | —     | 1.3 | 0.8 | 0.3 | 0.0 | 1.0 |
| 1979  | Portland | 3  | —  | 17.3 | .686 | —   | —     | 2.0 | 1.3 | 0.3 | 0.0 | 3.3 |
| 1980  | Portland | 3  | —  | 8.0  | .250 | —   | 1.000 | 1.3 | 1.3 | 0.3 | 0.0 | 2.0 |
| 1982  | Denver   | 3  | —  | 27.0 | .462 | —   | .875  | 6.0 | 3.3 | 2.7 | 0.3 | 6.3 |
| 1983  | Denver   | 8  | —  | 37.5 | .439 | —   | .625  | 9.8 | 2.5 | 1.5 | 0.4 | 5.1 |
| 1984  | Denver   | 5  | —  | 35.6 | .560 | —   | .714  | 7.8 | 1.6 | 2.0 | 0.8 | 6.6 |
| 1985  | Denver   | 15 | 15 | 24.7 | .415 | —   | .737  | 4.0 | 2.3 | 1.6 | 0.2 | 4.5 |
| 1986  | Denver   | 10 | 10 | 27.6 | .435 | —   | .643  | 5.3 | 1.3 | 1.6 | 0.0 | 4.9 |
| 1987  | Denver   | 3  | 0  | 7.3  | .250 | —   | —     | 1.0 | 0.8 | 0.3 | 0.3 | 0.7 |
| 1988  | Denver   | 11 | 3  | 16.8 | .550 | —   | .500  | 2.6 | 0.3 | 0.7 | 0.0 | 2.4 |
| 1989  | Phoenix  | 8  | 0  | 9.9  | .429 | —   | .500  | 1.9 | 0.1 | 0.6 | 0.0 | 0.9 |
| 1990  | Denver   | 3  | 0  | 10.3 | —    | —   | —     | 2.3 | 0.7 | 1.3 | 0.3 | 0.0 |
| Total | Total    | 76 | 28 | 21.5 | .447 | —   | .691  | 4.2 | 1.4 | 1.3 | 0.2 | 3.5 |